# میها بالوه
میها بالوه (به انگلیسی: Miha Baloh) (زاده ۲۱ مهٔ ۱۹۲۸) بازیگر اسلوونیایی است.
از فیلم‌های معروف او می‌توان به بازی در در میان کرکسها اشاره کرد.